# فيل كروجر
فيل كروجر (بالإنجليزية: Phil Krueger)‏ هو مهندس أمريكي، ولد في 22 يونيو 1951.

## روابط خارجية
- فيل كروجر على موقع DriverDB.com (الإنجليزية)